# Massacre de Covina
O Massacre de Covina ocorreu em 24 de dezembro de 2008 em Covina, uma cidade nos subúrbios de Los Angeles, na Califórnia, Estados Unidos, na casa de número 1129 da rua Dr. E. Knollcrest. Nove pessoas foram mortas por tiros ou pelo incêndio criminoso dentro de uma casa onde uma festa de Natal era realizada. O perpetrador, Bruce Jeffrey Pardo, um engenheiro eletricista de 45 anos, entrou na casa vestido de Papai Noel. Ele cometeu suicídio com um tiro na cabeça. As autoridades reportam problemas conjugais como uma possível motivação para a violência; relatórios indicam que o divórcio de Bruce fora consumado em 18 de dezembro, uma semana antes do massacre.

## Ataque
Por volta das 23:30, Bruce Jeffrey Pardo, fantasiado de Papai Noel, bateu na porta da casa do enteado de sua ex-esposa, na qual havia cerca de 25 pessoas, com um pacote enrolado para presente em uma das mãos e uma pistola semi-automática na outra. Ele também tinha três outras pistolas semi-automáticas consigo. Quando a porta abriu, Bruce disparou a arma no rosto da criança de 8 anos que fora abrir a porta e cumprimentá-lo. Ele então atirou indiscriminadamente nos que estavam na festa. A polícia especula que Bruce permaneceu parado enquanto executava as vítimas, utilizando as outras armas.
Após os tiros, Bruce abriu o pacote, que continha um lança-chamas caseiro, e o usou para espalhar gasolina pela casa e atear fogo. Nove pessoas morreram pelos tiros ou pelo incêndio que se seguiu, e três outras ficaram severamente machucadas: a criança de 8 anos que levou o tiro no rosto e teve ferimentos graves, mas não totalmente letais, uma garota de 16 anos que levou um tiro nas costas e uma outra garota de 20 anos que fraturou a bacia ao pular pela janela do segundo andar. O fogo subiu a mais de 15m de altura, e 80 bombeiros trabalharam para controlar as chamas durante uma hora e meia. Devido à intensidade do fogo, a identificação das vítimas foi feita pela arcada dentária e dados médicos.
Depois do ataque, Bruce tirou a fantasia e dirigiu seu carro alugado para a casa de seu irmão na cidade de Sylmar, distante cerca de 48 km da cena do crime, onde ele cometeu suicídio com um tiro na cabeça. Seu irmão não estava presente na casa e teve que arrombar a porta para entrar. Quanto à morte de Bruce ter sido um suicídio não há consenso, alguns relatórios confirmam que ele morreu por causa de um tiro na cabeça, entretanto o chefe de polícia de Covina disse não acreditar que o tiro tenha sido intencional. Acredita-se que Bruce tomaria um voo para o Canadá, uma vez que ele havia comprado a passagem para o voo partindo de Los Angeles, mas por ter sofrido queimaduras de terceiro grau durante o ataque, decidiu mudar os planos iniciais. A polícia também encontrou um mapa do México num segundo carro alugado por Bruce, o que indica que ele poderia ter outros planos.
A polícia encontrou 17 mil dólares enrolados em filme plástico entre suas pernas, e seu carro alugado havia sido estacionado e protegido junto com o que havia sobrado de seu traje de Papai Noel. O traje, ao ser removido, acionaria um dispositivo que lançaria uma chama, detonando o carro com pólvora. O carro foi deixado a um bloco de distância da casa de seu irmão. O carro foi destruído pelo esquadrão antibomba.
Também foram recolhidas da cena do crime quatro pistolas de 13 tiros, todos detonados, e pelo menos 200 munições. Na casa de Bruce na cidade de La Crescenta-Montrose, a polícia descobriu cinco caixas vazias de pistolas semi-automáticas, duas espingardas e um tanque para armazenamento de gasolina.
Houve um sobrevivente, que pediu ajuda após escapar para a casa de um vizinho.

### Vítimas
A lista de vítimas inclui:
| Nome                    | Idade | Parentesco                          |
| ----------------------- | ----- | ----------------------------------- |
| Sylvia Ortega Pardo     | 43    | Ex-esposa de Bruce Jeffrey Pardo    |
| Alicia Sotomayor Ortega | 70    | Mãe de Sylvia Pardo                 |
| Joseph S. Ortega        | 80    | Pai de Sylvia Pardo                 |
| Charles Ortega          | 49    | Irmão de Sylvia Pardo               |
| Cheri Lynn Ortega       | 45    | Esposa de Charles Ortega            |
| James Ortega            | 51    | Irmão de Sylvia Pardo               |
| Teresa Ortega           | 52    | Esposa de James Ortega              |
| Alicia Ortega Ortiz     | 46    | Irmã de Sylvia Pardo                |
| Michael Andre Ortiz     | 17    | Sobrinho de Sylvia, filho de Alicia |

## Motivação
A polícia especula que o motivo para o ataque esteja relacionado a problemas mentais. A esposa de um ano de Bruce havia consumado o divórcio na semana anterior. Entretanto, Bruce não tinha ficha criminal ou histórico de violência. Ele também havia perdido seu emprego de engenheiro eletricista recentemente. Advogados relataram que, durante o processo de divórcio, Sylvia Pardo não demonstrou ou alegou qualquer receio de atitudes violentas por parte de Bruce.
Especula-se que o divórcio pode ter sido motivado pelo fato de Bruce ter tido uma criança de um relacionamento anterior, e ter escondido isso da esposa. Esta criança teria sofrido um grave acidente numa piscina anos antes.
Bruce deu à ex-esposa cerca de 10 000 dólares como parte do acordo de divórcio, de acordo com documentos da corte que detalham a partilha de bens. Ele também perdeu um cachorro que havia adotado e um anel de noivado de alto valor financeiro. Bruce alegou à corte que Sylvia Pardo vivia com os pais, não pagando portanto aluguel, andava num carro luxuoso, viajava para jogar em Las Vegas, comia em restaurantes finos e tinha sessões de massagem e aulas de golfe.